# Olympiska sommarspelen 1936

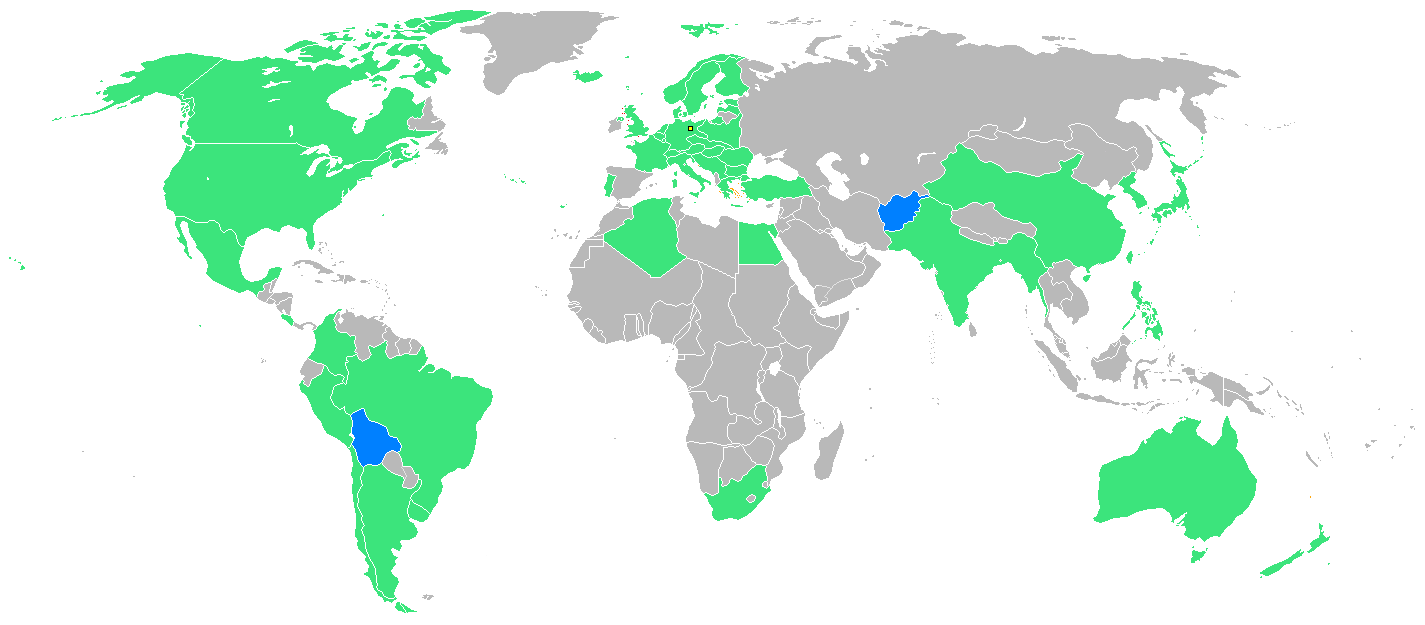
Deltagande länder. Grönt anger stater som redan deltagit i tidigare olympiska spel, blått anger stater som deltager för första gången.

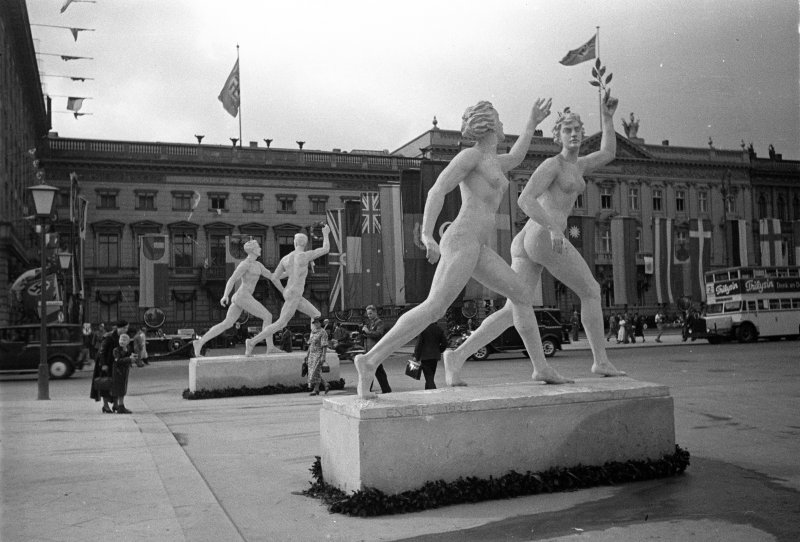
Statyer uppsatta under Olympiska sommarspelen i Berlin.

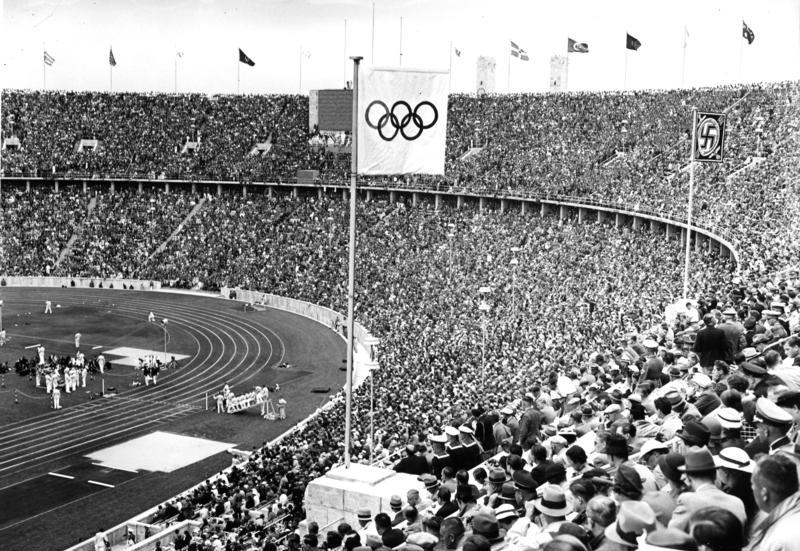
Olympiastadion under OS.

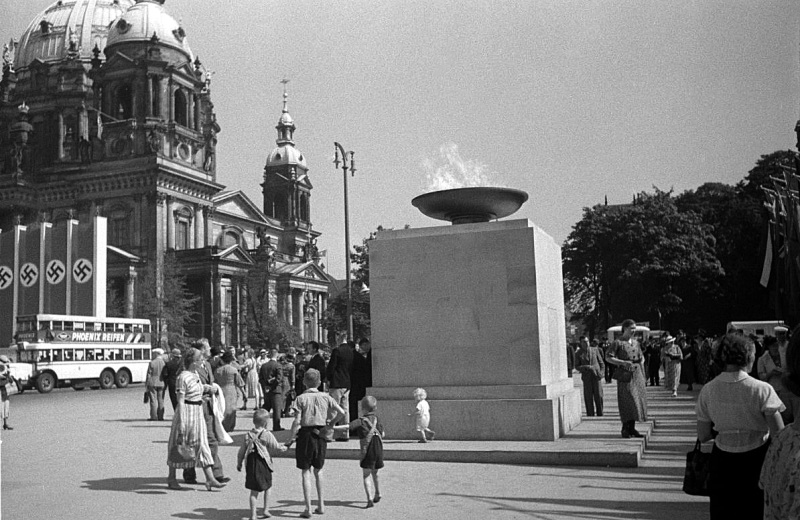
Den olympiska elden.

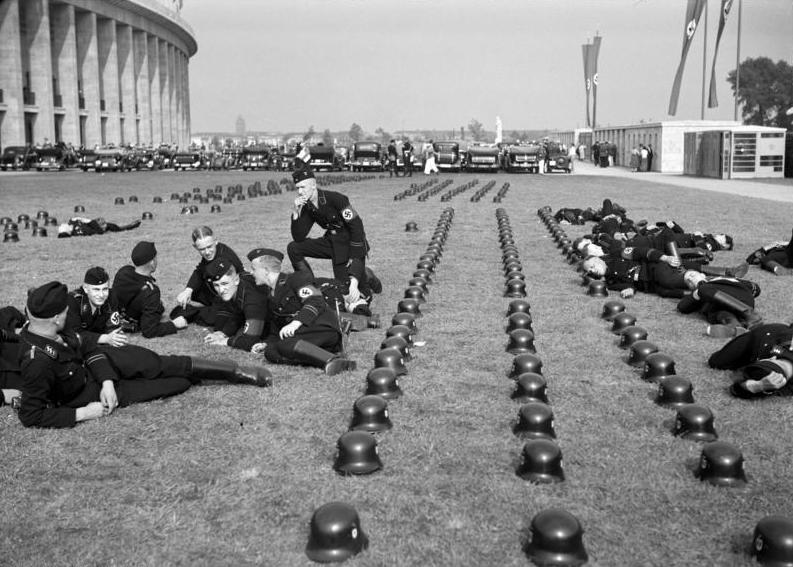
SS-läger framför stadion under de olympiska sommarspelen 1936.

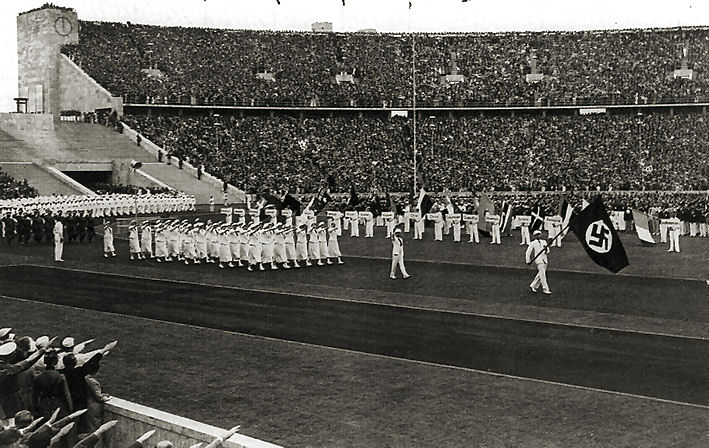
Tyska laget under öppningsceremonin vid OS i Berlin.

Olympiska sommarspelen 1936 var de elfte moderna olympiska spelen och de hölls i Berlin i Tyskland mellan den 1 och 16 augusti 1936. Tävlingarna sågs av cirka 3,8 miljoner åskådare. Ett nytt deltagarrekord slogs med 3961 deltagare från 49 länder. Den mest framgångsrike idrottaren var den amerikanske löparen och längdhopparen Jesse Owens med fyra guld. Den som vann flest medaljer var den tyske gymnasten Konrad Frey med 7 medaljer varav 3 guld. Den mest framgångsrika nationen var Tyskland. Utöver den sportsliga betydelsen har spelen kommit att kännetecknas av nazisternas propaganda. Tyskland hade blivit utvald som arrangör innan det nazistiska maktövertagandet hade ägt rum. Det var i samband med dessa spel som man började med traditionen att föra facklan med den olympiska elden från Olympia i Grekland till OS-arrangörsstaden och invigningen.

## Val av arrangör
Bland de städer som ville arrangera de olympiska spelen hörde Alexandria, Barcelona, Buenos Aires, Köln, Dublin, Frankfurt, Helsingfors, Lausanne, Nürnberg, Rio de Janeiro och Rom. För första gången kom valet av arrangör att ske genom en omröstning bland IOK-medlemmarna. I slutändan stod valet mellan Berlin och Barcelona vid omröstningen 1931. Berlin vann med 43-16.

## Deltagare
Ett nytt deltagarrekord slogs med 49 deltagarländer. Afghanistan, Bermuda, Bolivia, Costa Rica och Liechtenstein var med för första gången.

## De olympiska orterna
Centrum för de olympiska spelen var Berlins olympiaområde, vilket då hette Reichssportfeld, med huvudarenan Olympiastadion, i stadsdelen Charlottenburg. Olympiastadion hade vid spelen plats för 100 000 åskådare. Man fördelade tävlingarna över Berlin och stadsdelarna Köpenick, Wilmersdorf och Spandau. Landkreis Havelland i Brandenburg fick också tävlingar. På Olympiastadion hölls friidrottstävlingarna, handboll, fotboll (från semifinalerna) och ridsport. Invigningen och avslutningen ägde också rum här. Fotbollsturneringen förlades till Poststadion, Mommsenstadion och Stadion am Gesundbrunnen. Handbollen använde Polizeistadion och BSV-Platz. 
Direkt bredvid Olympiastadion hölls sim- och vattenpolotävlingarna på den olympiska simstadion.
I Deutschlandhalle med plats för 20 000 åskådare arrangerades tyngdlyftnings-, brottnings- och boxningstävlingarna. Landhockeyn arrangerades i Hockeystadion med plats för 20 000 åskådare. Fäktningen förlades till flera olika platser, Haus des Sports, Kuppelsall, Sportforum och på tennisbanorna. Basketturneringen ägde även den rum på Reichssportfelds tennisbanor. Ridtävlingarna ägde även de rum på olika håll: dreyssen på Maifeld och på truppövningsplatsen i Döberitz, fälttävlan på Jagdrennbahn Ferbitz. Skyttetävlingarna ägde rum i Wannsee och Ruhleben. 
Velodromen Radstadion hade en 400 meter lång träbana och plats för 12 000 åskådare. Start och mål för cykeltävlingarna var AVUS Nordschleife. Cykeltävlingarna gick via AVUS Südschleife till Schildhorn, Heerstrasse, Staaken, Dallgow, Döberitz, Olympiabyn (Olympisches Dorf), Priort, Kartzow, Fahrland, Krampnitz, Gross-Glienicke, Karolinenhöhe, Heerstrasse och Schildhorn tillbaka till Südschleife. Gymnastiken ägde rum på Dietrich-Eckart-Freilichtbühne (idag Waldbühne). Hästpolo spelades på Maifeld. Golf- und Landclub Wannsee stod som arrangör för terränglöpningen i den moderna femkampen. I Grünau ägde rodd- och kanottävlingarna rum på en 2 000 meter lång regattsträcka. Där kunde 9 000 åskådare följa tävlingarna. Segeltävlingarna arrangerades i Kiels Olympia-Hafen. Olympiabyn låg i Döberitz utanför Berlin.

## Organisation
Carl Diem och Theodor Lewald hade hand om det praktiska arbetet med att organisera spelen. Den ledande personen var däremot Hans von Tschammer und Osten i sin roll som Reichssportführer, ordförande för Tysklands riksidrottsförbund, Deutscher Reichsbund für Leibesübungen (DRL). 

### Boende
IOK var inkvarterade på Hotel Adlon i centrala Berlin. Organisationskommittén bodde på Hardenbergstrasse i Charlottenburg. De kvinnliga idrottarna bodde på Deutsches Sportforum. En del av de manliga idrottarna bodde på Schloss Köpenick i Köpenick, polisofficersskolan och Dorotheenschule. De flesta manliga idrottarna bodde dock i Olympiabyn (Olympisches Dorf) i Döberitz väster om Berlin. Olympiabyn kom efter OS att användas av Wehrmacht och efter andra världskriget gjordes det om till en sovjetisk kasern. Olympiabyn står idag kvar men är mycket nersliten.

### OS-facklan och OS-elden
OS-facklan skapades av Walter Lemcke och Peter Wolf. Kostnaderna stod Kruppkoncernen för. För första gången arrangerade man OS-eldens väg från Olympia i Grekland till OS-orten. Idén kom från Carl Diem. Eldens väg mot Berlin startade i Olympia 20 juli 1936 och gick via Aten, Delfi, Sofia (25 juli), Belgrad (27 juli), Budapest (28 juli), Wien (29 juli) och Prag (30 juli). Facklan nådde Berlin 1 augusti klockan 11.42. Den sista fackellöparen var friidrottaren Fritz Schilgen som även tände den olympiska elden vid invigningen. Elden fördes sedan till tävlingarna i Kiel och Grünau.

### Konsttävlingar
Konsttävlingar infördes vid olympiska sommarspelen 1912, men var omdiskuterade. Sista gången de förekom i olympiska sammanhang var vid sommarspelen 1948.
667 verk från 22 länder inlämnades och ställdes ut i Berlin Exhibition från 15 juli till 16 augusti. Den enda svensk som fick medalj var Stig Blomberg som fick brons för skulpturen Brottande pojkar.

## Spelen och nazismen

### Antisemitism
Tyskland valde att stänga ute judiska och romska idrottare och idrottare med judisk eller romsk bakgrund. Den enda tyska idrottaren från den judiska minoriteten som deltog var Helene Mayer. Det var Tysklands olympiska kommitté som följde nazisternas direktiv, vilket alltså innebar att flera toppidrottare utestängdes, bland annat Lilli Henoch. Nazisterna bytte även ut den officer som ansvarade för den olympiska byn eftersom han var halvjude. Officeren tog livet av sig efter spelen.

### Propagandan
Sommarolympiaden har även utmärkt sig för att nazisterna utnyttjade den till omfattande propaganda. Man använde sig av den senaste massmediala tekniken och nådde ut i tidigare aldrig skådad omfattning. Man låg bland annat långt framme med TV-sändningar. Berlins Olympiastadion var ett prestigebygge och har blivit ett exempel på den arkitektur som var typisk för Nazityskland. Langemarckhalle, till minne av slaget vid Langemarck, byggdes som en del av Olympiastadion. Spelen filmades av Leni Riefenstahl för OS-dokumentären Den stora olympiaden. Vid invigningen talade, förutom Hitler, bland andra även svensken Sven Hedin.

### Bojkotter
Inför spelen diskuterades bojkotter. Spanien valde att inte delta och i USA diskuterades en bojkott men president Roosevelt krävde ett amerikanskt deltagande. Bland de inom den olympiska rörelsen som förespråkade ett amerikanskt deltagande hörde Avery Brundage. Jeremiah Mahoney som var ordförande i Amateur Athletic Union verkade för en bojkott. Svenske fotbollsspelaren Ernst Andersson var en av de som lämnade återbud av politiska orsaker.

## Att notera
- Före spelen uteslöt Internationella Olympiska Kommittén (IOK) den amerikanske ledamoten Ernest Lee Jahnke, son till en tysk immigrant, för att denna hade uppmanat idrottsmän att bojkotta spelen. Han ersattes av presidenten i USA:s olympiska kommitté Avery Brundage, som senare kom att bli IOK:s president.
- För första gången fördes den olympiska elden till den olympiska staden genom en stafettlöpning från startplatsen Olympia i Grekland.
- Den amerikanske sprintern Jesse Owens erövrade fyra guldmedaljer, 100 m, 200 m, längdhopp och 4 × 100 m.
- De tyska gymnasterna Konrad Frey och Alfred Schwarzmann hemförde vardera tre guld.
- Tyska damstafettlaget 4 x 100 meter (med Käthe Krauß, Emmy Albus, Marie Dollinger och Ilse Dörffeldt) satte världsrekord[6] på distansen[7] vid försöksheaten 8 augusti, under finalen den 9 augusti tappades stafettpinnen vid det sista bytet varpå laget diskvalificerades. Rekordet skulle dock stå sig till 1952.
- Simmerskan Rie Mastenbroek, Nederländerna erövrade tre guldmedaljer och en silvermedalj.
- Den brittiske roddaren Jack Beresford rodde hem sin femte olympiska medalj – tredje guldet (guld i dubbel-sculler). Den första medaljen tog han 1920.
- Basket, handboll och kanot debuterade som olympiska sporter. Handbollen skulle inte dyka upp igen förrän 1972.
- Maratonloppet vanns av en koreansk löpare vid namn Sohn Kee-chung. Eftersom Japan hade annekterat Korea 1910 tvingades han tävla för Japan. Dessutom fick han ett japanskt namn, Kitei Son. Även bronsmedaljen erövrades av en korean – Nam Seung-yong. Vid invigningen av OS 1948 var det Sohn som bar Sydkoreas flagga och vid invigningen av OS 1988 i Seoul löpte samme Sohn in på stadion med den olympiska elden.
- 13-åriga Marjorie Gestring, USA tog guld i svikthopp. Med en ålder av 13 år och 268 dagar är hon den yngsta kvinnliga guldmedaljören.
- Danmarks Inge Sørensen, brons på 200 bröstsim, blir den hittills yngsta kvinnliga OS-medaljören, 12 år och 24 dagar gammal.
- Turkiet fick sitt första OS-guld. Det var den grekisk-romerske brottaren Yasar Erkan som vann fjädervikten.
- Tyskland tog hem samtliga guldmedaljer inom ridsporten. En av de tyska hjältarna blev fälttävlansryttaren Konrad von Wangenheim. I terrängritten ramlade han av hästen och bröt nyckelbenet. För lagets skull (om han bryter mister Tyskland chansen på lagguld) ställde han upp i sista dagens hoppning. Även där föll han av hästen, sedan den vägrat vid ett hinder – men trots detta fortsatte han och hjälpte sitt lag till guld.
- Italien blev olympiska mästare i fotboll. De vann finalen över Österrike på Berlins olympiastadion. 70 år senare återvände "gli azzuri" och blev världsmästare på samma arena. Det är det enda fotbollslaget som klarat av denna bedrift.
- För svensk del blev fotbollsturneringen ett fiasko. Sverige besegrades av Japan med 3-2, en av de mest omtalade förlusterna i svensk idrottshistoria. Sven Jerrings radioreferat har blivit klassiskt: "Japaner, japaner, från sig vilt slående japaner... japaner som hoppar, japaner som fläker sig, japaner som gör allt för att rädda segern åt Nippon...".

## Framstående idrottare och prestationer
| De mest framgångsrika deltagarna | De mest framgångsrika deltagarna | De mest framgångsrika deltagarna | De mest framgångsrika deltagarna | De mest framgångsrika deltagarna | De mest framgångsrika deltagarna | De mest framgångsrika deltagarna | De mest framgångsrika deltagarna |
| Rang                             | Idrottare                        | Land                             | Idrott                           | Guld                             | Silver                           | Brons                            | Totalt                           |
| -------------------------------- | -------------------------------- | -------------------------------- | -------------------------------- | -------------------------------- | -------------------------------- | -------------------------------- | -------------------------------- |
| 1                                | Jesse Owens                      | USA                              | Friidrott                        | 4                                | 0                                | 0                                | 4                                |
| 2                                | Robert Charpentier               | Frankrike                        | Cykel                            | 3                                | 0                                | 0                                | 3                                |
| 3                                | Hendrika Mastenbroek             | Nederländerna                    | Simning                          | 3                                | 1                                | 0                                | 4                                |
| 4                                | Konrad Frey                      | Tyskland                         | Gymnastik                        | 3                                | 1                                | 2                                | 6                                |
| 5                                | Alfred Schwarzmann               | Tyskland                         | Gymnastik                        | 3                                | 0                                | 2                                | 5                                |

Räknat utifrån antal gånger Jesse Owens kunde tävla om medalj, guld respektive gång vilket gällde även Robert Charpentier följt av att Hendrika Mastenbroek fick guld 3 gånger följt av silver en gång, får detta anses som större bedrift än 6 medaljer när Konrad Frey fick 2 brons.

## Sporter
| - Basket - Boxning - Brottning - Cykling - Fotboll - Friidrott - Fäktning |  | - Gymnastik - Handboll - Hästpolo - Kanotsport - Landhockey - Modern femkamp - Ridsport |  | - Rodd - Segling - Simhopp - Simning - Skytte - Tyngdlyftning - Vattenpolo |

## Medaljfördelning
| Plac. | Land           | Guld | Silver | Brons | Totalt antal medaljer |
| ----- | -------------- | ---- | ------ | ----- | --------------------- |
| 1     | Tyskland       | 33   | 26     | 30    | 89                    |
| 2     | USA            | 24   | 20     | 12    | 56                    |
| 3     | Ungern         | 10   | 1      | 5     | 16                    |
| 4     | Italien        | 8    | 9      | 5     | 22                    |
| 5     | Finland        | 7    | 6      | 6     | 19                    |
| 5     | Frankrike      | 7    | 6      | 6     | 19                    |
| 7     | Sverige        | 6    | 5      | 9     | 20                    |
| 8     | Japan          | 6    | 4      | 8     | 18                    |
| 9     | Nederländerna  | 6    | 4      | 7     | 17                    |
| 10    | Storbritannien | 4    | 7      | 3     | 14                    |

## Deltagande nationer
Totalt deltog 49 länder i spelen 1936. Afghanistan, Bermuda, Bolivia, Costa Rica, Liechtenstein och Peru debuterade vid dessa spel. Spanien valde att bojkotta spelen och arrangera ett eget spel i Barcelona samma år, men dagen innan det skulle startat bröt Spanska inbördeskriget ut och de spelen ställdes in.
| | | | |
| - Afghanistan - Argentina - Australien - Belgien - Bermuda - Bolivia - Brasilien - Bulgarien - Chile - Colombia - Costa Rica - Danmark - Egypten | - Estland - Filippinerna - Finland - Frankrike - Grekland - Indien - Italien - Island - Japan - Jugoslavien - Kanada - Lettland | - Liechtenstein - Luxemburg - Malta - Mexiko - Monaco - Nederländerna - Norge - Nya Zeeland - Peru - Polen - Portugal - Republiken Kina | - Rumänien - Schweiz - Storbritannien - Sverige - Sydafrika - Tjeckoslovakien - Turkiet - Tyskland - Ungern - Uruguay - USA - Österrike |